# 엘시 헨리
엘시 헨리(Althea Henley, 1911년 7월 23일 ~ 1996년 4월 25일)는 미국의 배우, 영화배우이다.

## 영화
- 조지 화이트의 스캔달 (1934년)
- 더 키드 프럼 스페인 (1932년)
- 오, 포 어 맨 (1930년)
- 교도소로 가다 (1930년)